# هیئت نظارت بر اجرای قانون اساسی
هیئت نظارت بر اجرای قانون اساسی اولین‌بار با حکم سید محمد خاتمی در آذرماه ۱۳۷۶ به منظور کمک به رئیس‌جمهور در اجرای وظیفه «اجرای قانون اساسی» تشکیل شد و قرار بود عدم اجرای قانون را نیز به مقام اول اجرایی کشور گزارش دهد، اما با پایان یافتن دولت اصلاحات، در ابتدای سال ۱۳۸۴ با روی آمدن دولت نهم، محمود احمدی‌نژاد دستور انحلال آن را صادر کرد. هیئت نظارت بر اجرای قانون اساسی بار دیگر توسط محمود احمدی‌نژاد در اسفند ماه ۱۳۹۰ تشکیل شد.

## پیش‌زمینه تاریخی بعد از انقلاب
اولین بار در سال ۱۳۵۹ بنی صدر رییس جمهوری وقت در نامه به شورای عالی قضایی با استناد به اصل ۱۱۳ قانون اساسی به آنها در مورد «نقض قانون اساسی و هتک حرمت و نقض استقلال مراجع قضایی» اخطار داد. در پاسخ استفسار شورای عالی قضایی شورای نگهبان بر مجوز رییس جمهور برای تذکر و اخطار صحه گذاشت. ولی شورای نگهبان در پاسخ تذكر رئيس جمهوری در خصوص مغايرت قانون اصلاحی مصوب مجلس (اداره صدا و سيمای جمهوری اسلامی ایران، مصوب ۱۰ آذر ۱۳۵۹) با قانون اساسی تاکید کرد که مصوبه مغایرتی ندارد و رییس جمهور در تطبیق قوانین با قانون اساسی وظیفه‌ای ندارد.
در دوره ریاست جمهوری سید علی خامنه‌ای هم مساله اجرای قانون اساسی و حدود اختیارات رییس جمهوری در این مورد باعث مناقشه بین رییس جمهوری و شورای نگهبان شد. رییس جمهور در استفساریه‌ای از شورا، اطلاع داد که در صدد ایجاد واحد بازرسی ویژه است. شورای نگهبان در پاسخ تشکیل واحد بازرسی ویژه را مغایر قانون اساسی دانست. رییس جمهور در نامه دوم بیان کرد جواب شورا را قانع‌کننده نیافته است و بر منافع و نیاز به تشکیل واخد ویژه تاکید کرد. شورا پاسخ مکتوبی را منتشر نکرد بلکه حسین مهرپور از حقودانان وقت شورا در مذاکره شخصی با رییس جمهور او را منصرف کرده بود. هر چند مهرپور (بعدتر عضو هیات نظارت بر اجرای قانون اساسی از سوی محمد خاتمی) بعدها بیان داشت که محتوای استدلال شورا به یاد نمی‌آورد.

## دولت خاتمی
خاتمی، در تاریخ ۸ آذر ۱۳۷۶ به استناد اصل ۱۱۳، اعضای هیأت برای یک دوره چهار ساله منصوب کرد. اعضای هیأت شما: گودرز افتخار جهرمی (استاد حقوق دانشگاه شهید بهشتی و عضو حقوقدان سابق شورای نگهبان)، حسین مهرپور ( استاد حقوق دانشگاه شهید بهشتی و عضو حقوقدان سابق شورای نگهبان) و محمد حسین هاشمی (استاد حقوق اساسی دانشگاه شهید بهشتی) محمداسماعیل شوشتری (وزیر دادگستری وقت) و موسوی لاری (معاون وقت امور حقوقی رییس جمهور). ظاهرا وزیر دادگستری و معاون حقوقی رییس جمهوری اعضای حقوقی شورا و بقیه اعضای حقیقی شورا بودند. خاتمی در تاریخ ۶ مرداد ۱۳۷۹ هاشم هاشم‌زاده هریسی (مجتهد و نماینده سابق مجلس) را هم به اعضای شورا اضافه کرد. در آغاز سال ۸۱ خاتمی محمدعلی ابطحی را جایگزین موسوی لاری کرد و بقیه اعضای سابق را ابقاء کرد. در دو دوره کاری هیات حسین مهرپور ریاست آن را بر عهده داشت و به عنوان سحنگوی شورا ایفای نقش کرد. 
خاتمی بر اساس وظیفه قانونی خود و بر اساس گزارش این هیئت، در موارد نقض قانون اساسی، به نهادهای حکومتی، تذکر و اخطار می‌داد. این هیئت که در ابتدای تشکیل مخالفت‌های زیادی را شاهد نبود، خیلی زود و باگذشت مدت کوتاهی با مخالفت‌های زیادی مواجه شد.
برخی از خدشه دار شدن استقلال قوه قضاییه گفتند و نوشتند و برخی دیگر اختیار رئیس جمهوری در کسب اطلاع و پیگیری موارد مربوط به نقض و عدم اجرای قانون اساسی را زیر سؤال بردند. گفته می‌شد طبق قانون اساسی نظارت بر اجرای قوانین که شامل قانون اساسی هم می‌شود، به عهده قوه قضاییه است یا با حذف اختیار «تنظیم روابط قوای سه‌گانه» از اختیارات رئیس‌جمهوری در اصل ۱۱۳ قانون اساسی، دیگر مسوولیت اجرای قانون اساسی به مفهوم سابق به عهده رئیس‌جمهوری نیست. علاوه بر آن، قانون تعیین حدود و وظایف و اختیارات رئیس‌جمهوری هم مصوب سال ۶۵ بوده که با اصلاح قانون اساسی در سال ۶۸ از اعتبار افتاده است.
یکی از اولین مواردی که خاتمی به اصل ۱۱۳ استناد کرد، ماجرای دستگیری و شکنجه برخی شهرداران مناطق مختلف تهران در جریان پرونده غلامحسین کرباسچی، شهردار اسبق تهران در سال ۱۳۷۶ بود. خاتمی ابتدا، شوشتری و محمد هادی مروی را مأمور بازرسی و ارائه گزارش در مورد این پرونده کرد. حاصل بررسی‌های این دو، گزارشی از نقض اصول ۳۸ (منع شکنجه برای گرفتن اقرار)، ۳۲ (نمی توان کسی را دستگیر کرد مگر به حکم و ترتیب قانونی)، ۳۸ (اصل برائت)، ۳۵ (حق انتخاب وکیل) و۱۵۶ قانون اساسی در جریان این پرونده بود.
خاتمی رئیس‌جمهوری وقت٫ در نامه مورخ ۲ آذر ۷۶ خود خطاب به محمد یزدی، رئیس قوه قضاییه وقت نوشت: «این جانب طبق اصل ۱۲۲ که متناسب با وظایف و اختیاراتم در برابر مقام معظم رهبری، ملت و مجلس شورای اسلامی مسوول هستم و نیز به موجب سوگندی که در پیشگاه قرآن کریم و در برابر ملت یاد کرده ام، … با استناد به اصل ۱۱۳ قانون اساسی … توجه جنابعالی را به تخلفات یاد شده در گزارش معطوف می‌دارم.»
محمد یزدی در پاسخ مورخ ۱۸ بهمن ۷۶ خود به نامه خاتمی، ضمن تأکید بر اینکه اصول قانون اساسی «دلالتی بر دخالت و نظارت قوه مجریه بر قوه قضاییه ندارد» گزارش رئیس کل دادگستری وقت استان تهران را که نافی ادعاهای نمایندگان خاتمی بود، برای «رفع ابهام و نگرانی» خاتمی برای وی ارسال کرد.
گزارش ارسالی یزدی برای خاتمی «قانع‌کننده نبود» و رئیس‌جمهوری وقت در پاسخ به نامه رئیس قوه قضاییه وقت در نامه مورخ ۲۹ اسفند ۷۶ خود نوشت: «متأسفانه گزارش ریاست کل دادگستری تهران که جنابعالی آن را جهت رفع ابهام و نگرانی این جانب ارسال داشتید، رافع نگرانی نمی‌باشد.»
در جریان توقیف فله‌ای مطبوعات در بهار ۱۳۷۹ با استناد به قانون «اقدامات تأمینی و تربیتی» مصوب ۱۳۳۹ بار دیگر چالش حقوقی بین دستگاه قضایی و ریاست جمهوری شدت گرفت. هیئت نظارت بر اجرای قانون اساسی، با درخواست برخی مدیران مسوول و سردبیران نشریات توقیف شده به بررسی موضوع پرداخت و گزارش مبسوطی را به رئیس‌جمهوری ارائه کرد. این گزارش به نامه نگاری‌هایی بین هیئت نظارت و برخی مسوولین قضایی انجامید.
عباسعلی علیزاده رئیس کل دادگستری وقت تهران طی نام‌های به هاشمی شاهرودی پاسخ گزارش هیئت را داد و برای اعضای هیئت نظارت «اظهار تاسف» کرد. علیزاده در نامه خود تلاش کرده بود تا به تفصیل از اقدامهای حقوقی دادگستری دفاع کند. او همچنین از «دخالت‌های بی‌مورد و بی حساب و کتاب در دستگاه قضایی» ابراز تأثر کرد.
محمد خاتمی در پی‌نوشت نامه تفصیلی علیزاده، خطاب به حسین مهرپور، رئیس هیئت نظارت بر اجرای قانون اساسی، به طعنه نوشت: «پاسخ جالبی است و واقعاً یک سند تمام عیار علمی-منطقی حقوقی»
صدور احکام مصادره املاک برخی اقلیت‌ها، موضوع دیگری بود که در اصفهان روی داد و هیئت نظارت به درخواست رئیس‌جمهوری وارد عمل شد و طی نام‌های خواستار بررسی آن توسط رئیس قوه قضاییه شد.
شاهرودی در تاریخ ۳ مرداد ۸۰ در پی نوشت نامه هیئت نظارت نوشت: "بارها عرض شد که مسوولیت این هیئت دخالت در امور قضایی و پرونده‌ها نمی‌باشد." این پی‌نوشت واکنش خاتمی را در پی داشت. خاتمی در ۱۶ مرداد ۸۰ در پی‌نوشت تصویر نامه رئیس قوه قضاییه نوشت: " از رئیس محترم قوه قضاییه بسیار تعجب آور است که حتی انعکاس مطالبی که به رئیس جمهوری و هیئت مورد تأیید او می‌رسد به قوه قضاییه ناراحت می‌شوند؛ و از این حداقل تفاهم‌ها و حسن نیت‌ها هم ابا می‌کنند. احتمال می‌دهم مطلب به صورت نادرستی به اطلاع ایشان رسیده باشد. آیا انتقال یک شکایت یا اعتراض دخالت در قوه قضاییه است؟"
شاهرودی در پاسخ به این نوشته خاتمی در تاریخ ۷ شهریور ۸۰ نوشت: «ظاهراً جناب رئیس جمهور از مفاد نامه‌های هیئت مذکور، اطلاع دقیق پیدا نمی‌کنند و آن را تنها انتقال یک اعتراض یا شکایت قلمداد می‌نمایند. در صورتی که مفاد آن نامه‌ها، چیز دیگری است و بار حقوقی دیگری دربردارد.»
سال بعد و در جریان گزارش هیئت نظارت در مورد بازداشت یک روزنامه‌نگار - بنفشه سام گیس - و نامه انجمن صنفی روزنامه‌نگاران، هاشمی شاهرودی در پی‌نوشت گزارش، اقدامهای هیئت را «بدعتی جدید» می‌نامد و جملات شدید اللحنی علیه هیئت بکار می‌برد. رئیس قوه قضاییه وقت در پی‌نوشت مورخ ۱۷ مهر ۸۱ گزارش نوشته بود «این هیئت پیگیری بدعتی جدید است که ظاهراً می‌خواهند به عنوان یک دادگاه عالی انتظامی و دیوان عالی و دیوان عدالت اداری عرض اندام کنند که امری برخلاف صریح قانون اساسی است.»
همین پی‌نوشت شاهرودی، با واکنش خاتمی مواجه شد. رئیس‌جمهوری وقت در تاریخ ۱۸ آبان ۸۱ در پی‌نوشت نامه شاهرودی، نامه را به دفتر رهبری ارجاع می‌دهد و می‌نویسد: «به دفتر مقام معظم رهبری ارجاع شود تا به استحضار معظم‌له برسد وقتی توضیح خواستن از قوه قضاییه با چه جواب غیر مودبانه‌ای روبرو می‌شود. حالا معلوم است که چرا من درخواست کرده‌ام که وظیفه و حق روشنم در قانون اساسی از سوی قوه قضاییه به رسمیت شناخته شود.»
مصطفی تاجزاده، معاون وزیر کشور دولت سیدمحمد خاتمی و رئیس ستاد انتخابات کشور در دوران وزارت عبدالله نوری در مورد هیئت نظارت بر قانون اساسی در دوران اصلاحات گفته‌است: «در کتاب وظیفه دشوار نظارت بر اجرای قانون اساسی نگارش دکتر حسین مهرپور نشر ثالث، مجموعه مکاتبات و نظریات حقوقی «هیئت پیگیری و نظارت بر اجرای قانون اساسی»، در فاصله سال‌های ۱۳۷۶ تا ۱۳۸۴ آمده‌است که مطالعه آن را به همه خصوصاً دانشجویان توصیه می‌کنم، تا بدانند که در دوره اصلاحات چقدر برای دفاع از حقوق ملت تلاش می‌شد.»

## دولت احمدی‌نژاد
در سال ۱۳۸۴ غلامحسین الهام سخنگوی وقت دولت احمدی‌نژاد دربارهٔ دلیل انحلال این هیئت گفته بود: «دولت در اجرای قانون اساسی نیازمند چنین هیئتی نیست. دولت از هر ظرفیتی برای انجام وظایف خود در اجرای قانون اساسی استفاده می‌کند اما این منوط به هیئت خاصی نیست.»
احمدی‌نژاد دوم اسفند ۱۳۹۰ دربارهٔ تشکیل مجدد هیئت نظارت بر اجرای قانون اساسی گفت: «زمانی برداشت بنده این بود که نیازی به وجود این هیئت نیست اما امروز به این نتیجه رسیده‌ام که وجود چنین هیئتی بسیار مورد نیاز و لازم است. طبق قانون اساسی، رئیس جمهور باید بر تمام دستگاه‌ها نظارت داشته باشد و این که عده‌ای عنوان می‌کنند که رئیس‌جمهور فقط در قوه مجریه ناظر بر حسن اجرای قانون اساسی است، تفسیر غلطی است.» پیش از این نیز با بالا گرفتن اختلاف میان مجلس و دولت ایران محمود احمدی‌نژاد محمود گفته بود مجلس در راس همه امور نیست.
محمود احمدی‌نژاد، با وجود مخالفت شورای نگهبان با تشکیل هیئت نظارت بر قانون اساسی، اعضای این هیئت را منصوب کرد.
احمدی‌نژاد در روز ۱۷ اسفند ۱۳۹۰، ۱۱ نفر را با هدف «صیانت» از اصول قانون اساسی به عنوان اعضای هیئت نظارت بر قانون اساسی منصوب کرد.
محمود احمدی‌نژاد، محمدرضا رحیمی معاون اول رئیس‌جمهور، فاطمه بداغی معاون حقوقی رئیس‌جمهور، مرتضی بختیاری وزیر دادگستری، محمدرضا میرتاج‌الدینی معاون پارلمانی رئیس‌جمهور، ابراهیم عزیزی از اعضای پیشین شورای نگهبان، محمدعلی حجازی، محمدحسین احمدی شاهرودی، فضل‌الله موسوی، احمد موسوی، قاسم شعبانی و احمد علیزاده را به عنوان اعضای این هیئت منصوب کرد.
محمود احمدی‌نژاد وظایف این هیئت را «نظارت بر حسن اجرای اصول قانون اساسی و گزارش موارد عدم اجرای آن به رئیس‌جمهور، پیگیری تحقق اهداف قانون اساسی، ارائه پیشنهاد برای وضع یا اصلاح قوانین و مقررات در جهت اجرای بهتر و کاملتر اصول قانون اساسی، آسیب‌شناسی موارد عدول از اجرای قانون اساسی، ایجاد نظام ارزیابی اجرای قانون اساسی، برنامه‌ریزی برای مشارکت مردم در نظارت بر اجرای قانون اساسی و فرهنگ‌سازی و ترویج گفتمان مبتنی بر مبانی و نگرش و حقوق اساسی مندرج در قانون اساسی» اعلام کرد.

### واکنش‌ها
- مصطفی تاجزاده دربارهٔ تشکیل مجدد این هیئت گفت: «اینک که آقای احمدی‌نژاد به این نتیجه رسیده که انحلال هیئت نظارت بر قانون اساسی اشتباه بوده‌است، انتظار می‌رود که آن کتاب را بخواند و به قانون برگردد.»

او با بیان اینکه هرچند من به دلیل قانون شکنی‌های فراوان احمدی‌نژاد ناامیدم که از گذشته درس گرفته باشد تأکید کرد: اما حالا که این هیئت را مجدداً راه اندازی کرده‌است باید با مطالعه این کتاب و تمرکز بر موارد ذکر شده اقدام‌های لازم را انجام دهد.
- علی اکبر جوانفکر، مشاور رسانه‌ای احمدی‌نژاد در یک نشست خبری در محل روزنامه ایران، در این‌باره گفت: «تشکیل هیئت نظارت بر اجرای قانون اساسی ربطی به شورای نگهبان ندارد. در قانون اساسی این موضوع بیان شده‌است که بعد از رهبری رئیس جمهور شخص اول مملکت است و وظایف شورای نگهبان نیز در قانون اساسی در حوزه‌ای خاص مشخص شده‌است که حتی رئیس جمهور می‌تواند بر آن نظارت کند».[۱۷]
- محمدعلی ابطحی، معاون حقوقی در زمان ریاست جمهوری محمد خاتمی در واکنش به انتصاب اعضای هیئت نظارت بر قانون اساسی تشکیل مجدد این هیئت را «دیرهنگام» خواند.

ابطحی در وبلاگ خود نوشت: «این‌که در ابتدای دوره آقای احمدی‌نژاد این هیئت منحل شد، شاید به این دلیل بود که ایشان به دلیل هماهنگی قوا، و اصرار به همکاری با ایشان از سوی سایر قوا، برای مشکلات دولت، نیازی به احیای قانون اساسی وجود نداشت. در این نگاه احیای قانون اساسی به نفع دولت بود که خود به خود تحصیل حاصل بود؛ و احیای دوباره این هیئت هم در سالهای آخر ریاست جمهوری و پس از آنکه نزدیکان ایشان زیر فشار قرار گرفته‌اند، این شائبه را قوت می‌بخشد که باز هم رجوع به قانون اساسی به دلیل حمایت از دولت و احیای بخش‌های دولتیان باشد.»
- عباسعلی کدخدایی سخنگوی شورای نگهبان نیز ششم اسفند ماه ۱۳۹۰ مخالفت شورای نگهبان با تشکیل هیئت نظارت بر اجرای قانون اساسی توسط رئیس‌جمهور را اعلام کرد.
- با انتصاب اعضای «هیئت نظارت بر اجرای قانون اساسی» توسط احمدی‌نژاد، خبرگزاری نیمه رسمی فارس که به سپاه پاسداران نزدیک است، به نقل از شورای نگهبان نوشت که این شورا با تشکیل چنین هیئتی مخالف است. خبرگزاری فارس نیز دربارهٔ مخالفت با این هیئت نوشت: «در زمان ریاست جمهوری محمد خاتمی هم او هیئتی را برای نظارت بر اجرای قانون اساسی تشکیل داد که با مخالفت شورای نگهبان روبه‌رو شد.»[۱۹]
- احمد توکلی نماینده مجلس نیز در مخالفت با تشکیل این هیئت گفت: «این اقدام رئیس جمهور بر خلاف تفسیر شورای نگهبان از مواد ۱۱۳ و ۹۸ قانون اساسی است.» وی با بیان اینکه رؤسای جمهور قبلی هم خواستار کسب چنین امتیازی بودند افزود: تفسیر شورای نگهبان از ماده ۹۸ قانون اساسی تغییر نکرده‌است بنابراین اقدام رئیس‌جمهور در تشکیل چنین شورایی قانونی نیست.[۲۰]
- صادق لاریجانی، رئیس قوه قضائیه اعلام کرد راه‌اندازی «هیئت نظارت بر اجرای قانون اساسی» از سوی محمود احمدی‌نژاد غیرقانونی است و «قوه قضائیه اجازه ورود بازرسان و اعضای این هیئت به دستگاه قضایی را نخواهد داد.»[۲۱]

## تفاوت‌های هیئت در دوره خاتمی و احمدی‌نژاد
جدای از ترکیب متفاوت اعضای منصوب هیئت توسط احمدی‌نژاد در مقایسه با خاتمی، حکم این دو شباهتهای قابل توجهی دارد. هر دو بر اساس اصل ۱۱۳ قانون اساسی که رئیس‌جمهوری را «پس از مقام رهبری عالی‌ترین مقام رسمی کشور» و «مسوول اجرای قانون اساسی» می‌داند، و همچنین سوگندی که برای پاسداری از قانون اساسی خورده‌اند، به هیئت نظارت بر اجرای قانون اساسی مشروعیت قانونی داده‌اند.
در بند اول حکم محمد خاتمی در سال ۱۳۷۶ در تشریح وظایف هیئت آمده‌است: «تدوین خط مشی نحوه پیگیری اجرای قانون اساسی با اولویت اصول متضمن حقوق فردی و اجتماعی مردم و ارائه آن به رئیس جمهور.»
محمود احمدی‌نژاد، اما به نظر یک گام جلوتر آمده و به دنبال «تدوین خط مشی نحوه پیگیری» نبوده بلکه در بند اول حکم خود که اتفاقاً به مانند حکم خاتمی هفت بند دارد، آورده‌است «نظارت بر حسن اجرای اصول قانون اساسی و گزارش مواد عدم اجرای آن به رئیس جمهور.» در این بند ظاهراً رئیس دولت نه در مورد تعبیرها و تفسیرهای «اصول قانون اساسی» تردیدی دارد و نه بدنبال «خط مشی» پیگیری آن است. ظاهراً با توجه به یقین اش در «اصول قانون اساسی» چگونگی «حسن اجرای» آن نیز بر این هیئت نظارت مبرهن است و تنها مأموریت نظارت و گزارش عدم اجرا به رئیس‌جمهور را در این بند قرار داده است.
بند دوم حکم محمد خاتمی با بند سوم حکم محمود احمدی‌نژاد تقریباً یکی است. خاتمی «ارایه پیشنهادهای اصلاحی و تکمیل قوانین و مقررات در جهت اجرای بهتر و کامل قانون اساسی» را از هیئت خواستار شده‌است و احمدی‌نژاد با کمی جابجایی در همین کلمات، خواستار ارائه پیشنهاد برای وضع یا اصلاح قوانین در جهت «اجرای بهتر و کاملتر اصول قانون اساسی» شده‌است. یک پسوند «تر» تفاوت اصلی این دو بند است. خاتمی «اجرای بهتر و کامل قانون اساسی» را خاستگاه پیشنهادها قرار داده و احمدی‌نژاد، به کامل، «تر» افزوده است.
در بند ۷ حکم خاتمی، از هیئت خواسته شده تا «گزارش سالانه جهت ارائه به محضر مقام معظم رهبری، ملت شریف و مجلس شورای اسلامی» در دستور کار قرار بگیرد اما در حکم احمدی‌نژاد ضمن تأکید بر «ایجاد نظام پایش و ارزیابی اجرای قانون اساسی در دستگاه‌های مختلف و تهیه گزارش سالانه» در بند ۵ حکم، مرجعی که این گزارش به آن‌ها ارائه خواهد شد، مشخص نشده‌است. هر چند در طول فعالیت هشت ساله هیئت نظارت بر اجرای قانون اساسی در دولت خاتمی هرگز گزارشی به «ملت شریف» ارائه نشد.
اما در این بین چند تفاوت هم در دو حکم قابل توجه است. به عکس خاتمی، احمدی‌نژاد در حکم خود، نه از «فصل سوم قانون اساسی» - حقوق ملت - نام برده است و نه به «قانون حدود اختیارات و وظایف رئیس جمهور» مصوب سال ۱۳۶۵ استناد کرده‌است.